# Gian Marco Ferrari
Gian Marco Ferrari (ur. 15 maja 1992 w Parmie) – włoski piłkarz występujący na pozycji obrońcy we włoskim klubie Sassuolo oraz w reprezentacji Włoch. Wychowanek Parmy, w trakcie swojej kariery grał także w takich zespołach, jak Monticelli Terme, Crociati Noceto, Fiorenzuola, Renate, Gubbio, Crotone oraz Sampdoria.